# Falussy Árpád
Szentgáli és ábrahámi Falussy Árpád (Érendréd, 1865. március 15. – Budapest, Józsefváros, 1934. március 5.) Szatmár vármegye főispánja.

## Életútja
Falussy Mihály és Jákó Amália fia. Tanulmányait Nagykárolyban, Debrecenben és Budapesten elvégezvén, 1893-ban ügyvédi oklevelet nyert. Ekkor Budapesten telepedett le, ahol ügyvédi irodát nyitott. 1895-ben megalakította a Józsefvárosi Függetlenségi Kört, melynek több éven át elnöke volt, közben a belvárosi Sas-kör is megválasztotta egyik igazgatójává. Szatmár vármegyének 12 évig törvényhatósági bizottsági tagja, s a nemzeti ellenállás alatt a vezetők között foglalt helyet.
1901-ben nagyobb külföldi utat tett Bartha Miklós társaságában. 1906. április 21-én nevezték ki Szatmár vármegye főispánjává, mely méltóságában nagy tevékenységet fejtett ki társadalmi téren is. Így többek között elnöke volt a szatmári „Széchenyi Társulat”-nak és a nagykárolyi „Kölcsey Egyesületnek.
Az új főispán ünnepélyes beiktatása az 1906. május 8-án tartott közgyűlésen történt meg, amikor a vármegyei bizottsági tagokon kívül a szomszéd törvényhatóságok küldöttei is nagy számban jelentek meg. Ilosvay Aladár megnyitván a közgyűlést, bejelentette, hogy a király Falussy Árpádot nevezte ki főispánná. A közgyűlés ezután küldöttséget választott meghívására. A megjelenő főispánt a vármegye közönsége nevében Ilosvay Aladár főjegyző üdvözölte, mire a főispán megtartotta székfoglaló beszédét, mely után Jékey Mór tartott beszédet. A közgyűlést a küldöttségek tisztelgése, majd ünnepi lakoma követte.
1934-ben hunyt el tüdőgyulladás következtében.

## Családja
Felesége mérlaki Jerney Margit (1877–1953) volt, akit 1895. október 15-én Budapesten, az Erzsébetvárosban vett nőül.
Gyermekei:
- Falussy András Mihály Elek (1898–?). Felesége Péter Emília (1909–?).
- Falussy Miklós Ferenc László (1903–?). Felesége Fesselhofer Eleonóra Valéria (1902–?).
- Falussy Margit (1910–1937), férjezett Jerney Pálné.

## Források

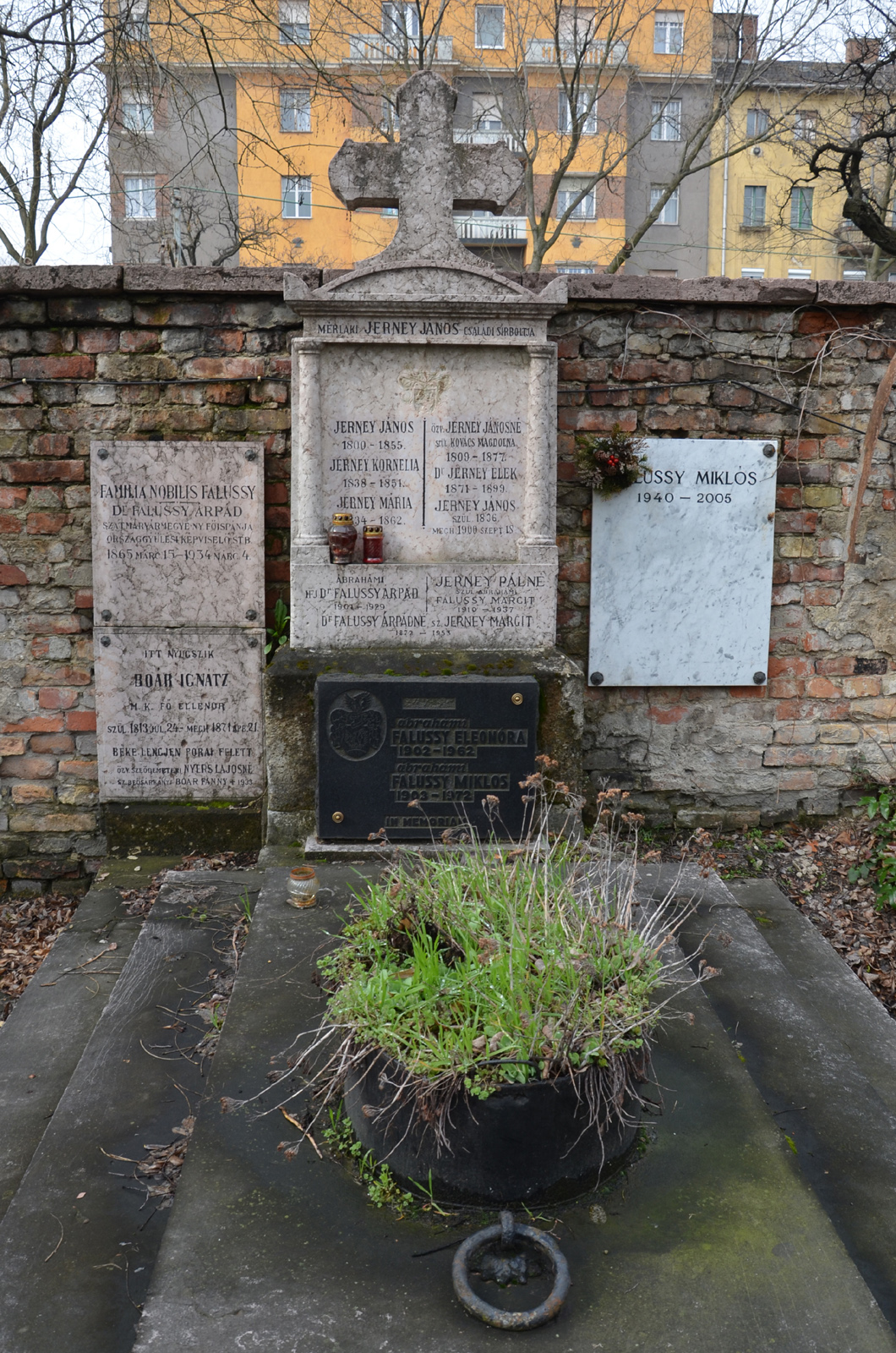
Sírja a Fiumei úti sírkert családi sírboltjában (Jobb oldali falsírboltok, J-34)